# Darwyn Cooke
Darwyn Cooke (16 de novembro 1962 - 14 de maio de 2016) foi um quadrinista, cartunista e animador canadense, sendo mais conhecido por seus trabalhos nos quadrinhos de Catwoman, DC: A Nova Fronteira e The Spirit.
Darwyn Cooke morreu em 14 de maio de 2016, vítima de câncer.